# 1956 en Alberta
Chronologie de l'Alberta
- 1952
- 1953
- 1954
- 1955
- 1956
- 1957
- 1958
- 1959
- 1960

Cette page concerne des événements qui se sont produits durant l'année 1956 dans la province canadienne de l'Alberta.

## Politique
- Premier ministre :   Ernest Manning du Crédit social
- Chef de l'Opposition :  	James Harper Prowse
- Lieutenant-gouverneur :  John James Bowlen.
- Législature :

## Naissances
- 13 juin : Blair Chapman (né à Lloydminster), joueur professionnel de hockey sur glace[1]

## Décès
- 10 avril : James Bismark Holden, né le 4 octobre 1876 et mort à Vegreville, homme d'affaires et politique de l'Alberta au Canada. Il a été député de l'Assemblée législative de l'Alberta de 1906 à 1913 et le maire de Vegreville de 1917 à 1945.